# Vlaggenschipsoort

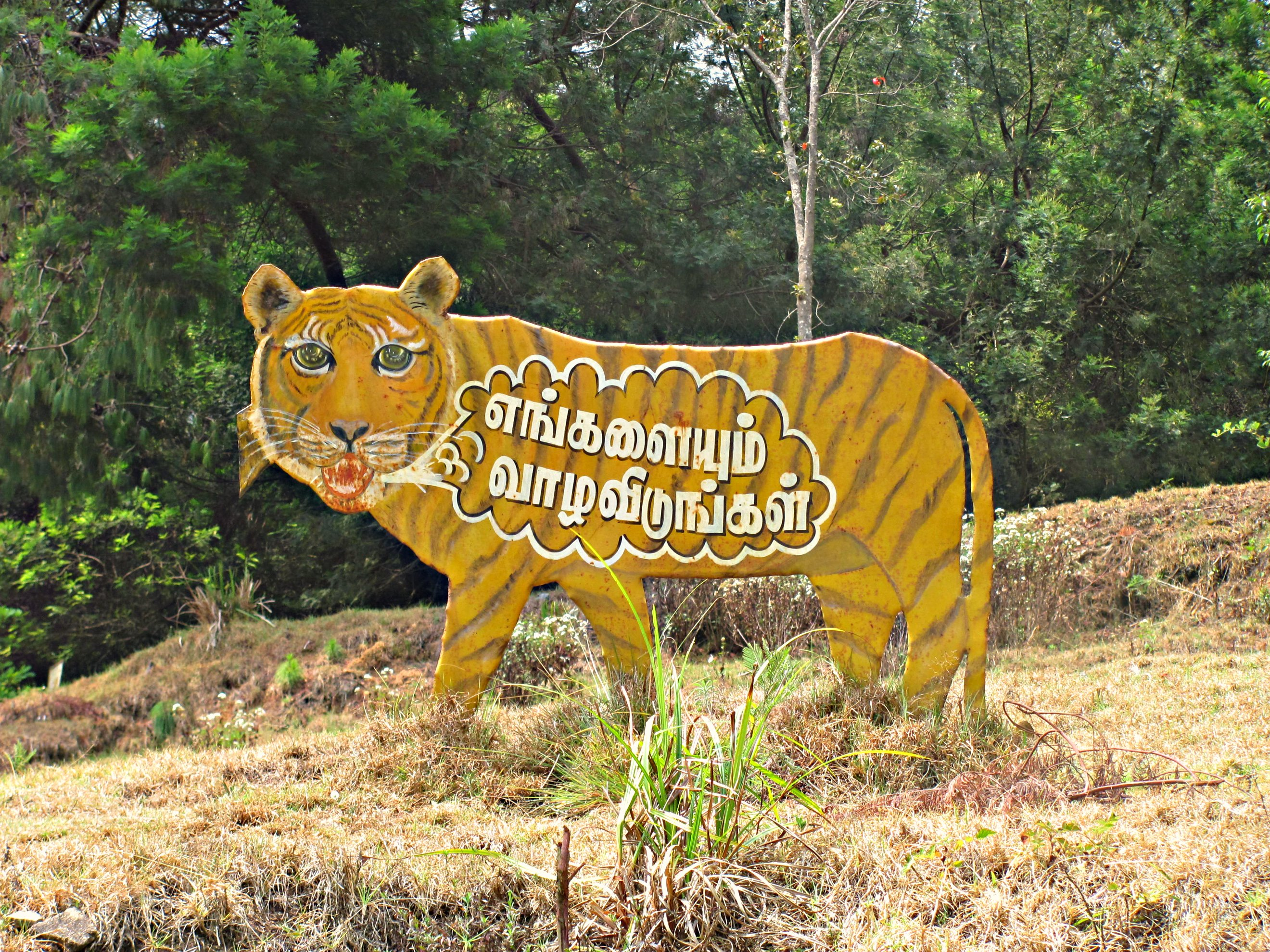
Tijger als vlaggenschipsoort in een campagne in India

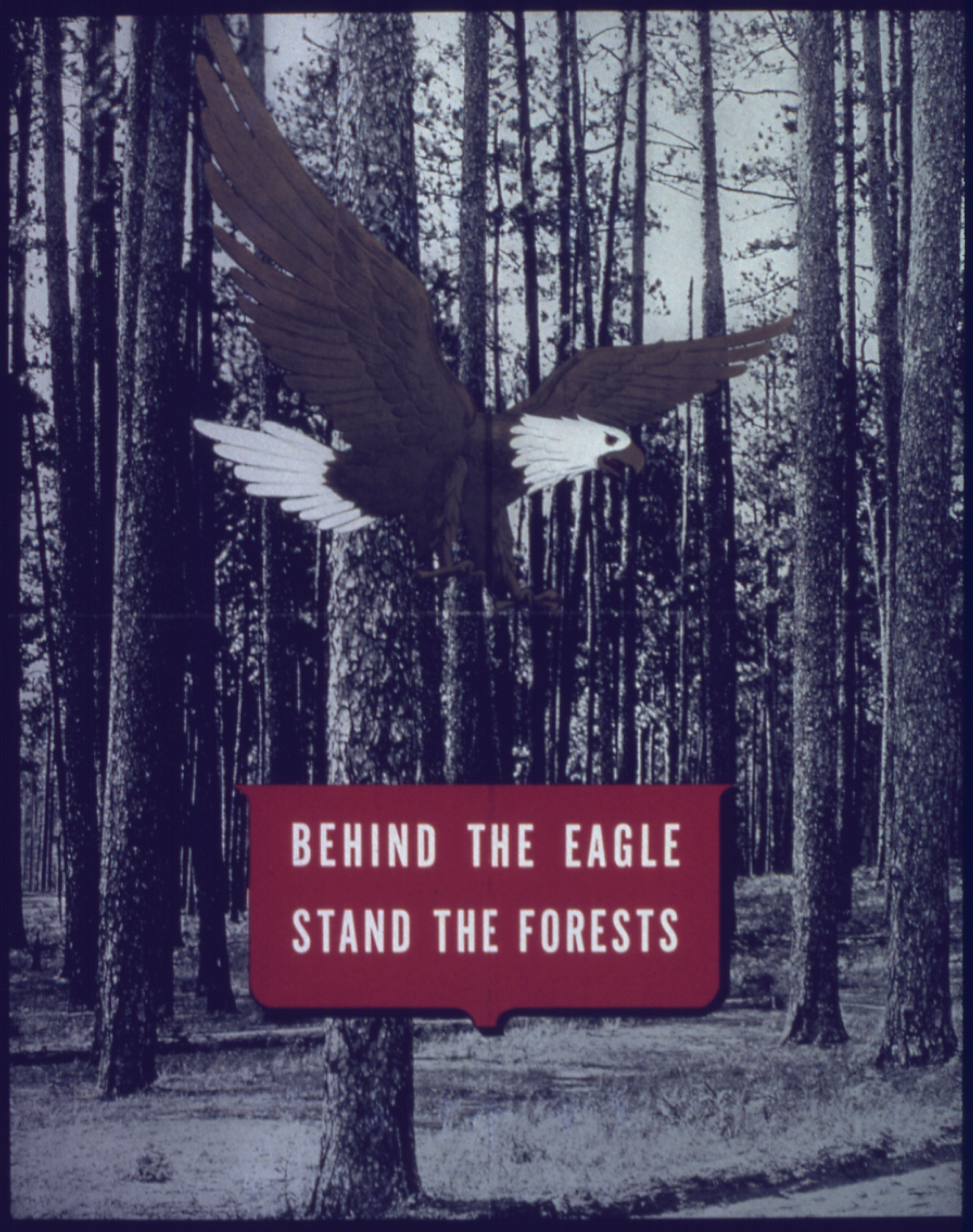
Amerikaanse zeearend als vlagenschip in de VS

Een vlaggenschipsoort (Engels: flagship species) is een soort die vanwege zijn charismatische eigenschappen wordt gebruikt als symbool voor een bepaald gebied of ecosysteem, met de bedoeling publieke steun te krijgen om dit te beschermen.
Dergelijke soorten zijn soms in zekere mate representatief (het is dan een paraplusoort of indicatief (het is dan een indicatorsoort) voor een bepaald gebied of ecosysteem waardoor bij de bescherming van de vlaggenschipsoort andere soorten ook beschermd worden.

## Geschiedenis
De term flagship species is ontwikkeld in de jaren 1980, met de bedoeling aansprekende soorten te vinden en te gebruiken bij de bescherming van natuur. Doorgaans werden grote zoogdieren gekozen, zoals de panda, katachtigen en walvissoorten, soms vogels, zoals de Amerikaanse zeearend of reptielen zoals zeeschildpadsoorten.

## Criteria en problemen
Criteria voor een vlaggenschipsoort zijn dat de soort eenvoudig is waar te nemen, voor mensen invoelbare eigenschappen heeft, groot is, taxonomisch dicht bij mensen staat en appelleert aan het gevoeld dat beschermen van soorten urgent is. Probleem is echter wel dat het niet eenvoudig is dergelijke soorten voor alle milieus te vinden, bijvoorbeeld voor zoetwatermilieus, waarvan de soorten minder groot en zichtbaar zijn en taxonomisch wat minder met mensen verwant.

## Nederland
Op Bonaire heeft de overheid in 2010 voor een aantal dier- en plantensoorten bepaald dat ze bescherming verdienen, waarbij een van de criteria is of de soort een vlaggenschipsoort is.
Vlaggenschipsoorten op Bonaire zijn de flamingo en enkele haai-achtigen.